# Squaroplatacris
Squaroplatacris is een geslacht van rechtvleugeligen uit de familie veldsprinkhanen (Acrididae). De wetenschappelijke naam van dit geslacht is voor het eerst geldig gepubliceerd in 1987 door Liang & Zheng.

## Soorten
Het geslacht Squaroplatacris omvat de volgende soorten:
- Squaroplatacris elegans Zheng & Cao, 1992
- Squaroplatacris violatibialis Liang & Zheng, 1987